# Zygmunt Łenyk
Zygmunt Stanisław Łenyk (ur. 13 lutego 1950 w Chrzanowie) – polski polityk, przedsiębiorca, psycholog, poseł na Sejm I kadencji.

## Życiorys
Ukończył w 1974 studia na Wydziale Psychologicznym Uniwersytetu Jagiellońskiego, w 1983 specjalizował się w zakresie psychologii klinicznej.
Był członkiem Zrzeszenia Studentów Polskich. W latach 70. należał do PZPR. W 1979, za niezależną działalność polityczną, został usunięty z partii. Od 1972 do 1976 kierował zarządem okręgu krakowskiego Polskiego Związku Niewidomych, następnie pracował w Szpitalu Psychiatrycznym w Krakowie, później jako masażysta leczniczy.
W latach 1979–1994 był członkiem Konfederacji Polski Niepodległej. Od 1980 wchodził w skład rady politycznej, w latach 1984–1986 kierował Obszarem II KPN, a w latach 1985–1988 stał na czele Centralnego Kierownictwa Akcji Bieżącej KPN. Włączył się również w działalność Ruchu Obrony Praw Człowieka i Obywatela. Uczestniczył w niezależnym ruchu wydawniczym, m.in. w redakcjach „Opinii Krakowskiej”. „Komunikatu”. „Niepodległości”. W nocy z 12 na 13 grudnia 1981, po wprowadzeniu stanu wojennego, został internowany. Zwolniono go 15 marca 1982. Był następnie wielokrotnie zatrzymywany, także karany przez kolegium ds. wykroczeń za kolportowanie ulotek. Został tymczasowo aresztowany 8 marca 1985 wraz z członkami rady politycznej KPN, zwolniono go z uwagi na stan zdrowia, obejmując dozorem milicyjnym.
Od 1991 do 1993 z ramienia KPN sprawował mandat posła I kadencji, następnie pełnił funkcję doradcy prezesa Państwowego Funduszu Rehabilitacji Osób Niepełnosprawnych. W 1995 został właścicielem i dyrektorem krakowskiej Szkoły Języków „Poliglota”.
Wielokrotny uczestnik Marszu Szlakiem I Kompanii Kadrowej na trasie Kraków-Kielce. W 2002 z ramienia Platformy Obywatelskiej kandydował do krakowskiej rady miejskiej. W 2008 stał na czele Komitetu Obchodów Jubileuszu 30-lecia Konfederatów Polski Niepodległej. Kilka lat później został działaczem Komitetu Obrony Demokracji.

## Odznaczenia
- Krzyż Komandorski Orderu Odrodzenia Polski (2009, za wybitne zasługi w działalności na rzecz przemian demokratycznych w Polsce, za osiągnięcia w podejmowanej z pożytkiem dla kraju pracy zawodowej i społecznej, nadany przez prezydenta Lecha Kaczyńskiego)[4]
- Krzyż Wolności i Solidarności (2017, odmówił jego przyjęcia[5])[6]
- Srebrny Medal „Za zasługi dla obronności kraju” (2008)